# Zin uld Zidan
Zin uld Zidan (الزين ولد زيدان = Az-Zīn walad Zīdān, fr. Zeine ould Zeidane ur. 1966 w Tamszikicie) – mauretański polityk i ekonomista, od 20 kwietnia 2007 do 6 maja 2008 premier Mauretanii.

## Życiorys
Urodził się w Tamszikicie. Studiował na uniwersytecie w Nawakszucie, a następnie na Uniwersytecie w Nicei we Francji. Po powrocie do kraju wykładał na Uniwersytecie Nawaszkut, po czym rozpoczął pracę w Banku Mauretanii. W 2000 zaczął pracę w Banku Światowym. Został również doradcą ds. ekonomicznych prezydenta Maawiji uld Sid’Ahmada Tai. W lipcu 2004 objął stanowisko szefa Banku Mauretanii.
We wrześniu 2006 wyraził zamiar udziału w wyborach prezydenckich. W wyborach 11 marca 2007 startował jako kandydat niezależny. Zajął w nich trzecie miejsce, zdobywając 15,3% głosów poparcia. 17 marca Zidan ogłosił przekazanie swego poparcia w drugiej turze wyborów prezydenckich na rzecz Sidiego uld Szajcha Abdallahiego.
Abdallahi 25 marca 2007 wygrał drugą turę wyborów i 19 kwietnia 2007 został zaprzysiężony na prezydenta. Dzień później, 20 kwietnia 2007 mianował Zidana na stanowisko premiera. Jego rząd został powołany 28 kwietnia 2007 i składał się z 28 członków.
6 maja 2008 Zidan podał się do dymisji. Prezydent Abdallahi przyjął rezygnację i tego samego dnia mianował nowym szefem rządu Jahję uld Ahmada al-Waghafa.